# Rum Cay
Rum Cay is een eiland en district van de Bahama's. In 2000 telde het eiland 80 inwoners op 40 km². Van Columbus kreeg het eiland de naam Santa Maria de la Concepción.